# 북극성 (1962년 영화)
"북극성"은 한국에서 제작된 강범구 감독의 1962년 영화이다. 황해 등이 주연으로 출연하였고 최관두 등이 제작에 참여하였다.

## 출연

### 주연
- 황해
- 김혜정
- 김석훈

## 기타
- 조명: 윤영선
- 미술: 원제래